# 屈尔尼耶
屈尔尼耶（法語：Curnier，法語發音：[kyʁnje]）是法国德龙省的一个市镇，位于该省南部，属于尼永斯区。

## 地理
屈尔尼耶（44°23'6"N, 5°14'4"E）面积8 平方千米，位于法国奥弗涅-罗讷-阿尔卑斯大区德龙省，该省份为法国东南部内陆省份，北起顺时针与伊泽尔省、上阿尔卑斯省、上普罗旺斯阿尔卑斯省、沃克吕兹省和阿尔代什省接壤。
与屈尔尼耶接壤的市镇（或旧市镇、城区）包括：阿尔帕翁、埃罗勒、蒙托略、莱皮耶、萨于讷。

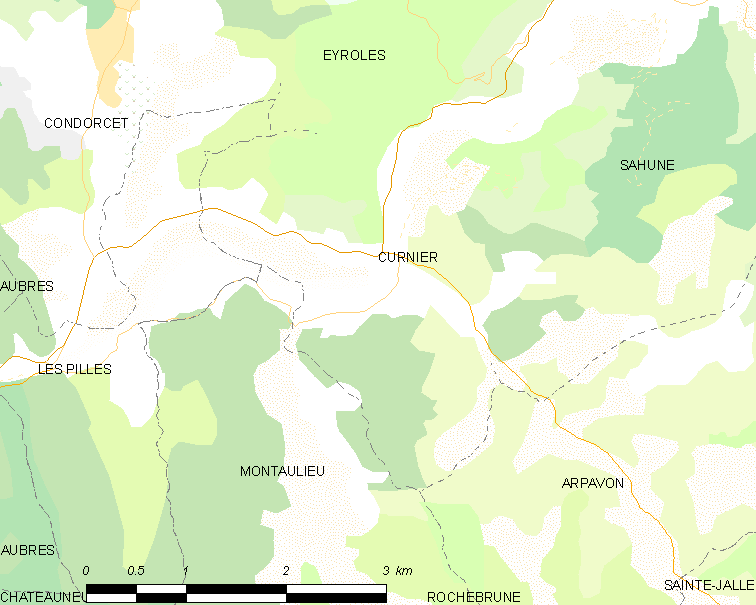
屈尔尼耶的OSM定位图

屈尔尼耶的时区为UTC+01:00、UTC+02:00（夏令时）。

## 行政
屈尔尼耶的邮政编码为26110，INSEE市镇编码为26112。

## 政治
屈尔尼耶所属的省级选区为尼永斯-巴罗尼县。

## 人口

1962-2008年间屈尔尼耶人口变化图示

屈尔尼耶于2022年1月1日时的人口数量为211人。